# تموری

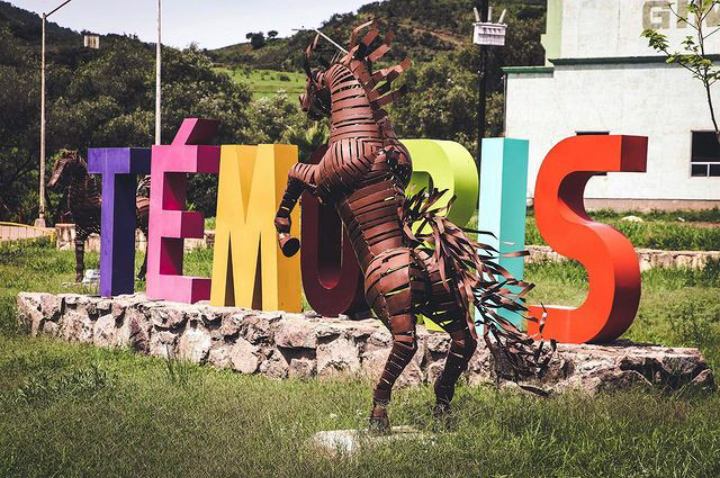
منطقه مسکونی تموری

تموری (به اسپانیایی: Témoris) یک منطقهٔ مسکونی در مکزیک است که در ایالت چیواوا واقع شده‌است.

## خصوصیات
تموری ۱٬۶۳۹ نفر جمعیت دارد.